# Babaji (Ukraine)
Babaji (ukrainisch Бабаї; russisch Бабаи Babai) ist eine Siedlung städtischen Typs in der ukrainischen Oblast Charkiw mit etwa 6700 Einwohnern (2019).

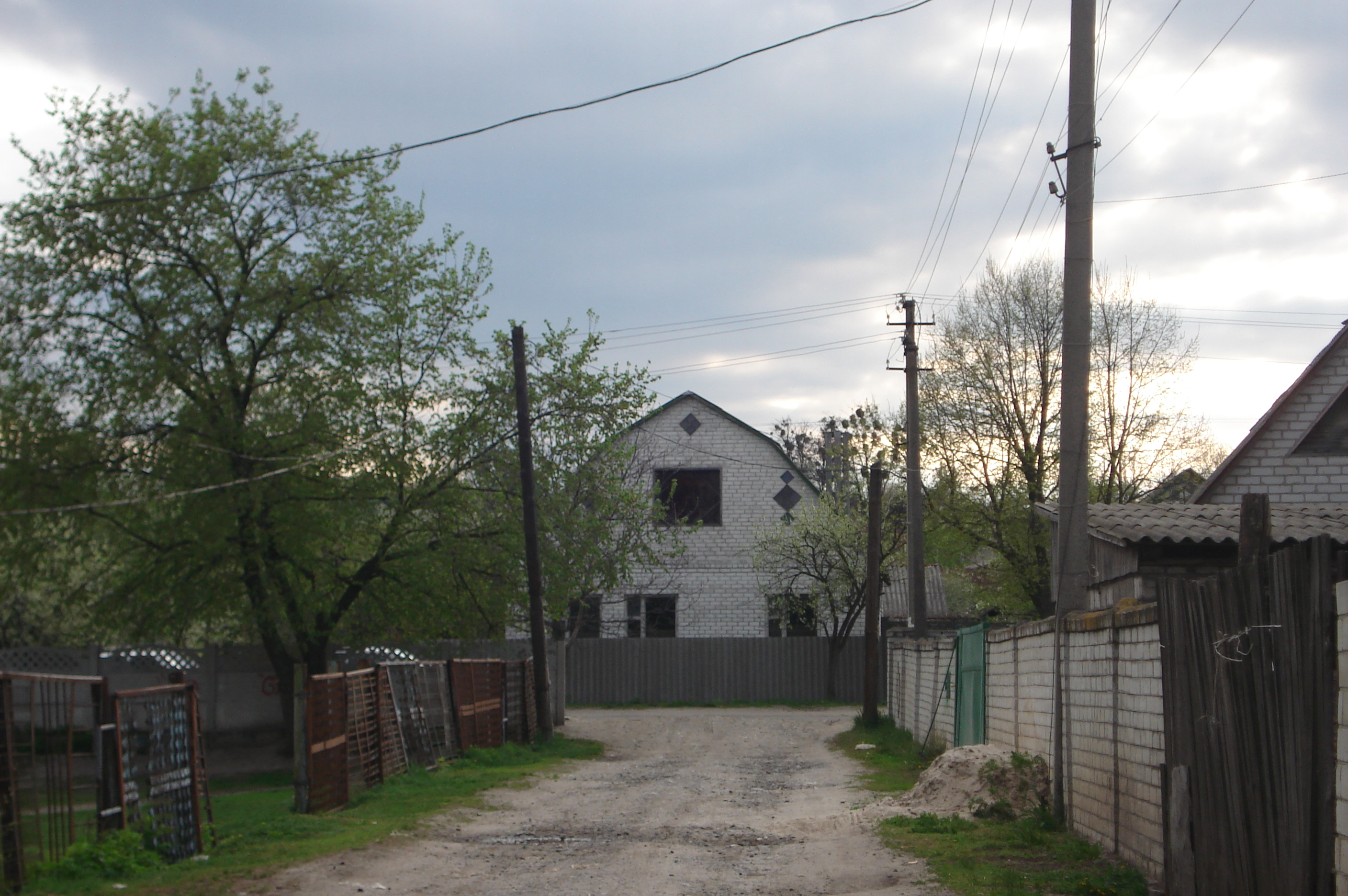
Straße in Babaji

In der 1643 erstmals schriftlich erwähnten Ortschaft schrieb Gregorius Skoworoda 1744 15 seiner Fabeln aus der Sammlung Fabeln von Charkiw
Babaji erhielt 1938 den Status einer Siedlung städtischen Typs und liegt am rechten Ufer des Udy südlich der Siedlung städtischen Typs Pokotyliwka und der Fernstraße M 18. Das Stadtzentrum von Charkiw liegt 18 km nördlich der Ortschaft.
Am 12. Juni 2020 wurde die Siedlung ein Teil der neugegründeten Siedlungsgemeinde Wyssokyj, bis dahin bildete sie zusammen mit der Ansiedlung Satyschne (Затишне) die gleichnamige Siedlungratsgemeinde Babaji (Бабаївська селищна рада/Babajiwska selyschtschna rada) im Süden des Rajons Charkiw.